# كريو دي سانت جوردي

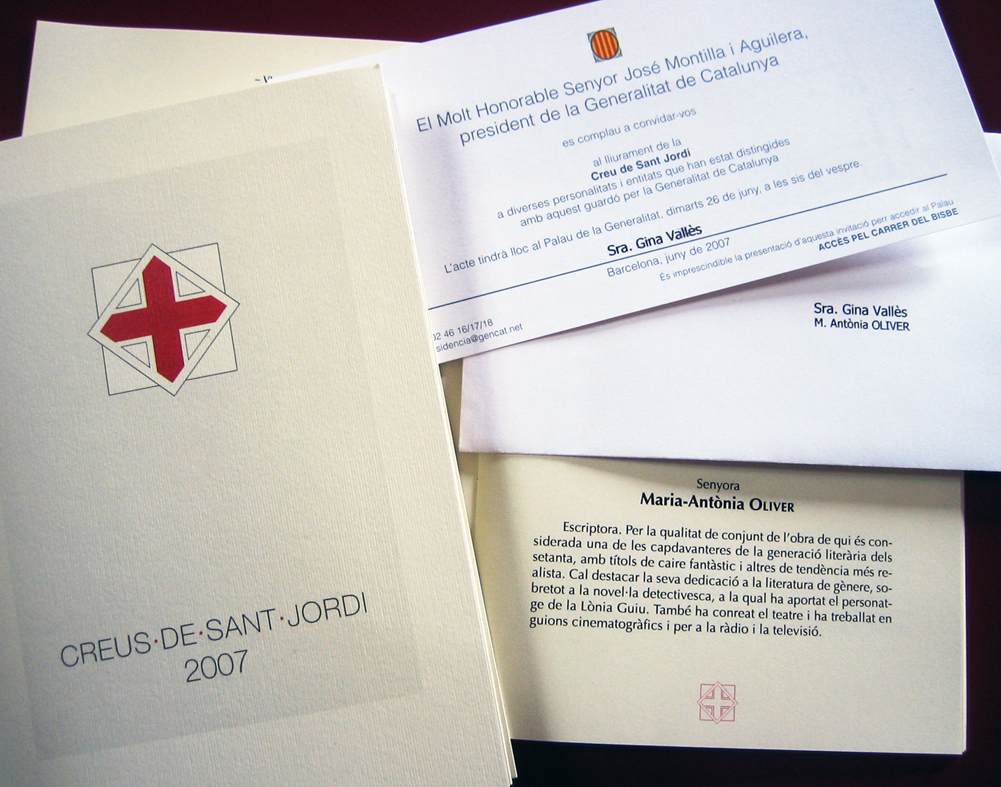
سميت هذه الجائزة باسم القديس جورج أحد رموز كاتالونيا.

كريو دي سانت جوردي (بالكتالونية: Creu de Sant Jordi، ترجمتها: صليب القديس جورج) هي واحدة من أعلى الامتيازات المدنية الممنوحة في كتالونيا في إسبانيا، ولم يتم تجاوزها إلا في البروتوكول من خلال الميدالية الذهبية من حكومة كتالونيا. تم تأسيسها من قبل حكومة كاتالونيا ذات الحكم الذاتي بموجب المرسوم 457/1981 de 18 de desembre في عام 1981. وصمم الميدالية الصائغ يواكيم كابديفيلا.
من الناحية البروتوكولية فإن كريو دي سانت جوردي هو تمييز بدرجة أقل من الميدالية الذهبية لحكومة كتالونيا. على أي حال تعتبر جنبًا إلى جنب مع جائزة كتالونيا الدولية واحدة من أكثر الجوائز المرموقة الممنوحة في كتالونيا.

## الخلافات
- أعادت الممثلة روزا ماريا ساردا صليب القديس جورج في يوليو 2017.
- تم تأجيل تسليم صليب القديس جورج لعام 2018 حتى يوليو بعد تطبيق المادة 155 من الدستور الإسباني في كتالونيا في 27 أكتوبر 2017.